# Arrott Transportation Center
Arrott Transportation Center (voorheen bekend als Margaret-Orthodox-Arrott station en Margaret-Orthodox station) is een station in de wijk Frankford in de Amerikaanse stad Philadelphia en ligt aan de Market-Frankford Line.